# Галушка, Александр Иванович
Александр Иванович Галушка (14 июля 1928, село Зимовенька, Курская губерния — 4 декабря 2008, Смоленск) — промышленный деятель, лауреат Государственной премии СССР (1982).

## Биография
Александр Галушка родился 14 июля 1928 года в селе Зимовенька (ныне — в составе Белянского сельского поселения, Шебекинский район, Белгородская область). В 1953 году окончил Харьковский авиационный институт, после чего по распределению был направлен в Смоленск. С 1953 и до начала 1960-х годов работал на Смоленском авиационном заводе мастером цеха, инженером-конструктором, заместителем начальника серийно-конструкторского отдела. Затем до 1965 года работал на различных смоленских предприятиях.
С 1965 года Галушка руководил строительством в Смоленске авиационного приборостроительного завода «Измеритель», а затем возглавил завод. При нём была создана мощная социальная база завода. В 1991 году он ушёл с должности директора завода, но остался его почётным директором.
Александр Иванович Галушка последние годы жил в Смоленске, там он умер 4 декабря 2008 года. Похоронен на Одинцовском кладбище Смоленска.

## Награды
- Государственная премия СССР в области науки и техники (1982)[1]
- Два ордена Трудового Красного Знамени и ряд медалей[1]